# Phyllanthus lunifolius
Phyllanthus lunifolius là một loài thực vật có hoa trong họ Diệp hạ châu. Loài này được Gilbert & Thulin miêu tả khoa học đầu tiên năm 1993.